# Guatteria modesta
Guatteria modesta är en kirimojaväxtart som beskrevs av Friedrich Ludwig Diels. Guatteria modesta ingår i släktet Guatteria och familjen kirimojaväxter. IUCN kategoriserar arten globalt som sårbar. Inga underarter finns listade i Catalogue of Life.